# Derecho político
El derecho político es una rama de la ciencia jurídica que estudia la teoría general del Estado. Dicha teoría comprende: el concepto del Estado, sus elementos constitutivos, soberanía, organización, funciones, fines, personalidad y formas de Estado y gobierno 
El derecho político se diferencia del constitucional. Un mismo tema puede ser considerado por ambas órdenes normativas, pero no con el mismo carácter y amplitud cognoscitiva.